# Ernst Gerlach
Ernst Gerlach, född den 19 mars 1947 i Schönebeck, Tyskland, är en östtysk handbollsspelare.
Han tog OS-guld i herrarnas turnering i samband med de olympiska handbollstävlingarna 1980 i Moskva.